# Charterhouse

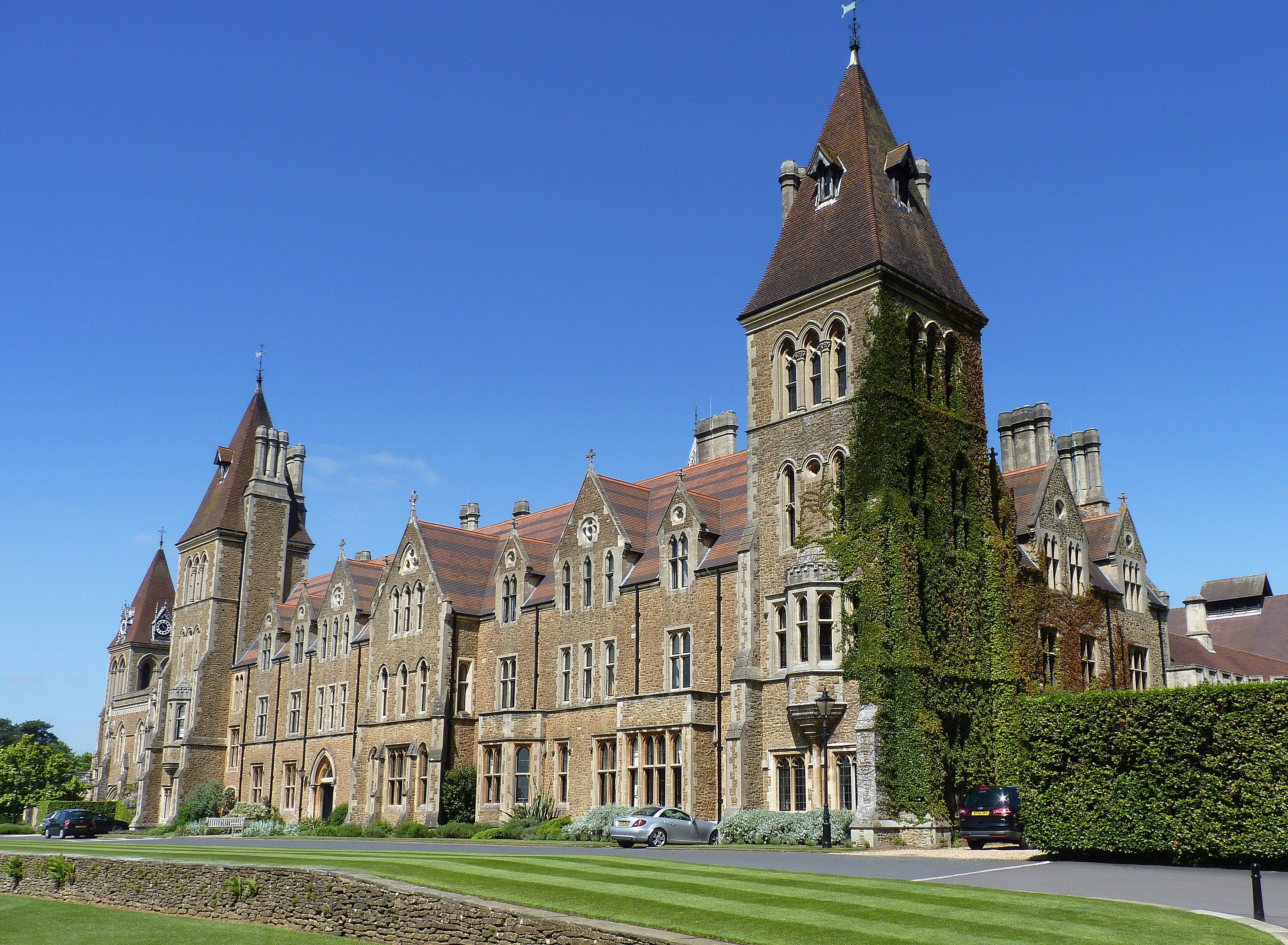
L'edificio principale della Charterhouse.

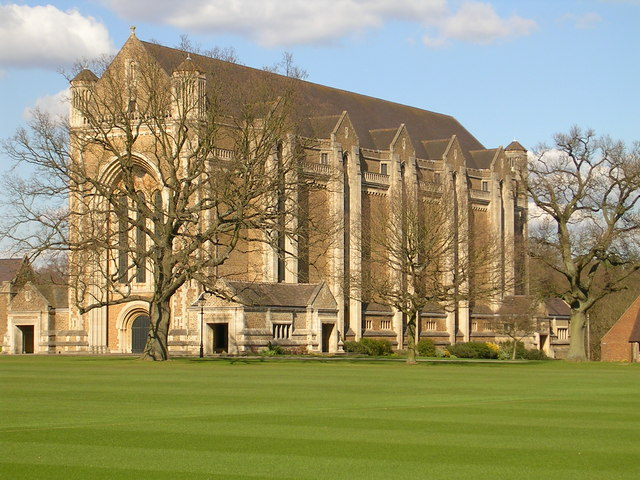
La Cappella Memoriale risalente al 1927.

La Charterhouse è una prestigiosa istituzione scolastica privata inglese (public school), con sede a Godalming, nella contea di Surrey.
Fondata dal ricco uomo d'affari Thomas Sutton (Lincoln 1532 - Homerton 1611) nel 1611 a Londra nei locali appartenuti a una certosa (in inglese charterhouse) e spostata nel 1872 presso Godalming, nella campagna che circonda la capitale. La scuola, che accoglie allievi a partire dai 13 anni, è generalmente frequentata da giovani provenienti da famiglie molto benestanti o aristocratiche e si distingue per la severa disciplina interna e l'assetto tradizionale dei piani di studio.
Gli alunni dell'istituzione, detti Carthusians, sono seguiti individualmente, secondo il sistema tipicamente inglese dei professori-tutors ed orientati nelle loro successive scelte accademiche. Una serie di associazioni di ex allievi cura, inoltre, i rapporti con coloro che hanno già abbandonato la Charterhouse.
Gli immobili della scuola comprendono, oltre all'edificio principale in stile Tudor, le "case" degli studenti (quattro originarie, più sei costituite in tempi più recenti), distinte ognuna da un proprio nome, un proprio colore e proprie tradizioni, nonché una cappella, consacrata nel 1927 e realizzata su progetto di Sir Giles Gilbert Scott.
Negli ultimi anni la scuola ha potenziato i settori tecnico e linguistico, nonché le iniziative benefiche gestite dalla società "Charterhouse in Southwark", creata fin dalla fine del XIX secolo da ex allievi dell'istituzione. La Charterhouse school rivendica un contributo essenziale alla nascita dello sport del calcio, del quale ha definito le regole essenziali intorno al 1840, contemporaneamente alla Westminster School e all'Università di Cambridge.
Uno degli allievi più illustri della scuola fu Robert Baden-Powell, fondatore dello scautismo. La Charterhouse acquistò una certa popolarità anche a livello internazionale a partire dagli anni settanta del XX secolo, poiché i membri fondatori del celebre gruppo rock Genesis, Peter Gabriel, Tony Banks, Mike Rutherford, Anthony Phillips e Chris Stewart, nonché il loro primo produttore Jonathan King, erano tutti ex studenti del collegio.

## Direttori
- 2016- Andrew Turner
- 2013-2016 Richard Pleming
- 1996-2013 John Witheridge
- 1993-1995 Peter Hobson
- 1982-1993 Peter Attenborough
- 1973-1981 Brian Rees
- 1965-1973 Oliver van Oss
- 1952-1964 Brian W. M. Young
- 1947-1952 George Turner
- 1935-1947 Sir Robert Birley
- 1911-1935 Frank Fletcher
- 1897-1911 Gerald Henry Rendall
- 1863-1897 William Haig-Brown
- 1858-1863 Richard Elwyn
- 1853-1858 Edward Elder
- 1832-1853 Augustus Page Saunders
- 1811-1832 John Russell
- 1791-1811 Matthew Raine
- 1769-1791 Samuel Berdmore
- 1748-1769 Eberard Lewis Crusius
- 1731-1748 James Hotchkis
- 1728-1731 Andrew Tooke
- 1679-1728 Thomas Walker
- 1662-1679 Thomas Watson
- 1654-1662 Norris Wood
- 1651-1654 Thomas Bunkley
- 1643-1651 Samuel Wilson
- 1628-1643 Robert Brooke
- 1626-1628 William Middleton
- 1624-1628 Robert Grey
- 1614-1624 Nicholas Grey